# Hymn Nawarry
Himno de las Cortes – oficjalny hymn regionu Nawarry.
Hymn został oficjalnie przyjęty 28 maja 1986.
Słowa hymnu napisał w 1971 Manuel Iribarren do tradycyjnego XIX-wiecznego marsza. Na baskijski przełożył José María Azpíroz.

## Tekst
| Hiszpański                | Baskijski                    | Polski                        |
| Por Navarra,              | Nafarroa,                    | Dla Nawarry,                  |
| tierra brava y noble,     | lur haundi ta azkar,         | Ziemi dzielnej i szlachetnej, |
| siempre fiel,             | beti leial,                  | Zawsze wiernej,               |
| que tiene por blasón,     | zure ospea da,               | Która ma za Herb              |
| la vieja ley tradicional, | antzinako lege zaharra,      | Stare prawo tradycyjne,       |
| Por Navarra,              | Nafarroa,                    | Dla Nawarry,                  |
| pueblo de alma libre,     | gizon askatuen sorlekua,     | Ludu o wolnej duszy,          |
| proclamemos juntos,       | zuri nahi dizugu gaur,       | Ogłaszamy razem               |
| nuestro afán universal.   | kanta.                       | Nasz powszechny apel.         |
| En cordial unión,         | Gaiten denok bat,            | W serdecznej jedności,        |
| con leal tesón,           | denok gogo bat,              | Z prawym zamiarem,            |
| trabajemos y hermanados,  | behin betiko iritsi dezagun, | Będziemy pracować i zbratani  |
| todos lograremos,         | aintza, bake eta,            | Wszyscy zdobędziemy,          |
| honra, paz y amor.        | maitasuna.                   | Szacunek, pokój i miłość.     |